# Pallavolo ai Giochi della XXXI Olimpiade - Convocazioni alle qualificazioni al torneo maschile (FIVB - girone A)
Elenco dei giocatori convocati per le qualificazioni mondiali di Giochi della XXXI Olimpiade (girone A).

## Australia
| N° | Nome              | Ruolo | Data di nascita  | Squadra          |
| -- | ----------------- | ----- | ---------------- | ---------------- |
| -  | Roberto Santilli  | All   | 22 febbraio 1965 | -                |
| 1  | Aidan Zingel      | C     | 19 novembre 1980 | BluVolley Verona |
| 2  | Jacob Ross Guymer | C     | 21 giugno 1993   | Lycurgus         |
| 3  | Nathan Roberts    | S     | 17 febbraio 1986 | Mondovì          |
| 4  | Paul Sanderson    | S     | 7 gennaio 1986   | Roeselare        |
| 5  | Travis Passier    | C     | 26 aprile 1989   | AIS              |
| 6  | Thomas Edgar      | S/O   | 21 giugno 1989   | Beijing          |
| 8  | Jacques Borgeaud  | L     | 19 giugno 1991   | Regina           |
| 9  | Max Staples       | S     | 27 luglio 1994   | Maaseik          |
| 10 | Benjamin Bell     | P     | 24 febbraio 1990 | Marienlyst       |
| 11 | Luke Perry        | L     | 20 novembre 1995 | Friedrichshafen  |
| 12 | Nehemiah Mote     | C     | 21 giugno 1993   | Bühl             |
| 13 | Samuel Walker     | S     | 19 febbraio 1995 | ACH Volley       |
| 14 | Grigory Sukochev  | P     | 18 febbraio 1988 | CSM Bucarest     |
| 17 | Paul Carroll      | S/O   | 16 maggio 1986   | Charlottenburg   |

## Canada
| N° | Nome                   | Ruolo | Data di nascita   | Squadra            |
| -- | ---------------------- | ----- | ----------------- | ------------------ |
| -  | Glenn Hoag             | All   | 12 ottobre 1985   | Arkas              |
| 1  | Tyler Sanders          | P     | 14 dicembre 1991  | Będzin             |
| 2  | John Perrin            | S     | 17 agosto 1989    | Piacenza           |
| 3  | Daniel Lewis           | L     | 3 aprile 1976     | Bielsko-Bialskie   |
| 4  | Nicholas Hoag          | S     | 19 maggio 1992    | Paris              |
| 5  | Rudy Verhoeff          | C     | 24 giugno 1989    | Dürener            |
| 6  | Justin Duff            | C     | 10 maggio 1988    | Benfica            |
| 8  | Adam Simac             | C     | 9 agosto 1983     | Canada             |
| 10 | Toontje van Lankvelt   | S     | 1º luglio 1984    | Jastrzębski Węgiel |
| 11 | Daniel Jansen VanDoorn | C     | 21 marzo 1990     | Pamvochaïkos       |
| 12 | Gavin Schmitt          | S/O   | 27 gennaio 1986   | Funvic             |
| 17 | Graham Vigrass         | C     | 17 giugno 1989    | Arkas              |
| 19 | Blair Bann             | L     | 26 febbraio 1988  | Dürener            |
| 21 | Jay Blankenau          | P     | 27 settembre 1989 | Lycurgus           |
| 22 | Steven Marshall        | S     | 23 novembre 1989  | Lüneburg           |

## Cina
| N° | Nome         | Ruolo | Data di nascita   | Squadra  |
| -- | ------------ | ----- | ----------------- | -------- |
| -  | Xie Guochen  | All   | 2 marzo 1973      | -        |
| 2  | Chen Longhai | C     | 29 marzo 1991     | Shanghai |
| 3  | Yuan Zhi     | S     | 29 settembre 1981 | Liaoning |
| 4  | Zhang Chen   | S     | 28 giugno 1985    | Jiangsu  |
| 5  | Li Yuanbo    | C     | 1º maggio 1995    | Henan    |
| 6  | Li Runming   | P     | 1º marzo 1990     | Shandong |
| 7  | Zhong Weijun | S     | 20 aprile 1989    | Bayi     |
| 8  | Cui Jianjun  | S     | 1º agosto 1985    | Henan    |
| 9  | Jiao Shuai   | P     | 28 gennaio 1984   | Henan    |
| 10 | Ji Daoshuai  | S     | 7 febbraio 1992   | Shandong |
| 11 | Geng Xin     | C     | 15 novembre 1989  | Shandong |
| 12 | Rao Shuhan   | C     | 23 dicembre 1996  | Fujian   |
| 14 | Dai Qingyao  | S/O   | 26 settembre 1991 | Shanghai |
| 15 | Chu Hui      | L     | 11 febbraio 1981  | Beijing  |
| 16 | Tong Jiahua  | L     | 13 dicembre 1992  | Shanghai |

## Francia
| N° | Nome              | Ruolo | Data di nascita  | Squadra            |
| -- | ----------------- | ----- | ---------------- | ------------------ |
| -  | Laurent Tillie    | All   | 1º dicembre 1963 | -                  |
| 2  | Jenia Grebennikov | L     | 13 agosto 1990   | Lube               |
| 4  | Antonin Rouzier   | S/O   | 18 agosto 1986   | Arkas              |
| 5  | Trévor Clévenot   | S     | 24 giugno 1994   | Spacer's Toulouse  |
| 6  | Benjamin Toniutti | P     | 30 ottobre 1989  | ZAKSA              |
| 7  | Kévin Tillie      | S     | 2 novembre 1990  | ZAKSA              |
| 9  | Earvin N'Gapeth   | S     | 21 febbraio 1991 | Modena             |
| 10 | Kévin Le Roux     | C     | 11 maggio 1989   | Halkbank           |
| 13 | Pierre Pujol      | P     | 13 luglio 1984   | Cannes             |
| 14 | Nicolas Le Goff   | C     | 15 febbraio 1992 | Charlottenburg     |
| 15 | Horacio d'Almeida | C     | 11 giugno 1988   | Chaumont           |
| 16 | Nicolas Maréchal  | S     | 4 marzo 1987     | Jastrzębski Węgiel |
| 17 | Franck Lafitte    | C     | 8 marzo 1989     | Arago de Sète      |
| 18 | Nicolas Rossard   | L     | 23 maggio 1990   | Arago de Sète      |
| 22 | Hubert Henno      | L     | 6 ottobre 1976   | Tours              |

## Giappone
| N° | Nome              | Ruolo | Data di nascita  | Squadra            |
| -- | ----------------- | ----- | ---------------- | ------------------ |
| -  | Masashi Nambu     | All   | -                | -                  |
| 1  | Kunihiro Shimizu  | S     | 11 agosto 1986   | Panasonic Panthers |
| 3  | Takeshi Nagano    | L     | 11 luglio 1985   | Panasonic Panthers |
| 4  | Tatsuya Fukuzawa  | S     | 1º luglio 1986   | Panasonic Panthers |
| 5  | Takaaki Tomimatsu | C     | 20 luglio 1984   | Toray Arrows       |
| 6  | Akihiro Yamauchi  | C     | 30 novembre 1983 | Panasonic Panthers |
| 7  | Masashi Kuriyama  | S     | 14 luglio 1988   | Suntory Sunbirds   |
| 8  | Masahiro Yanagida | S     | 6 luglio 1992    | Suntory Sunbirds   |
| 10 | Hideomi Fukatsu   | P     | 1º giugno 1990   | Panasonic Panthers |
| 11 | Yūki Ishikawa     | S     | 11 dicembre 1995 | Chūō Daigaku       |
| 12 | Takashi Dekita    | S     | 13 agosto 1991   | Sakai Blazers      |
| 14 | Daisuke Sakai     | L     | 22 ottobre 1981  | Suntory Sunbirds   |
| 17 | Masahiro Sekita   | P     | 20 novembre 1993 | Panasonic Panthers |
| 18 | Yūta Yoneyama     | S     | 29 agosto 1984   | Toray Arrows       |
| 19 | Ryōta Denda       | C     | 3 luglio 1991    | Toyoda Trefuerza   |

## Iran
| N° | Nome                 | Ruolo | Data di nascita   | Squadra           |
| -- | -------------------- | ----- | ----------------- | ----------------- |
| -  | Raúl Lozano          | All   | 3 maggio 1956     | -                 |
| 1  | Shahram Mahmoudi     | S/O   | 20 luglio 1988    | Sarmayeh Bank     |
| 2  | Milad Ebadipour      | S     | 17 ottobre 1993   | Urmia             |
| 4  | Saeid Marouf         | P     | 20 ottobre 1985   | Urmia             |
| 5  | Farhad Ghaemi        | S     | 28 agosto 1989    | Paykan            |
| 6  | Mohammad Mousavi     | C     | 22 agosto 1987    | Sarmayeh Bank     |
| 7  | Hamzeh Zarini        | S     | 18 ottobre 1985   | Kalleh Mazandaran |
| 8  | Farhad Zarif         | L     | 3 marzo 1983      | Sarmayeh Bank     |
| 9  | Adel Gholami         | P     | 9 febbraio 1986   | Sarmayeh Bank     |
| 10 | Amir Ghafour         | S/O   | 6 giugno 1991     | Paykan            |
| 12 | Mojtaba Mirzajanpour | S     | 7 ottobre 1991    | Paykan            |
| 13 | Mehdi Mahdavi        | P     | 13 febbraio 1984  | Sarmayeh Bank     |
| 15 | Mostafa Sharifat     | C     | 16 settembre 1987 | Matin Varamin     |
| 16 | Armin Tashakkori     | C     | 8 dicembre 1986   | Urmia             |
| 19 | Mahdi Marandi        | L     | 12 maggio 1986    | Paykan            |

## Polonia
| N° | Nome              | Ruolo | Data di nascita   | Squadra        |
| -- | ----------------- | ----- | ----------------- | -------------- |
| -  | Stéphane Antiga   | All   | 3 febbraio 1976   | -              |
| 1  | Wojciech Żaliński | S     | 8 gennaio 1988    | Czarni Radom   |
| 3  | Dawid Konarski    | S/O   | 31 agosto 1989    | ZAKSA          |
| 6  | Bartosz Kurek     | S     | 29 agosto 1988    | Asseco Resovia |
| 7  | Karol Kłos        | C     | 8 agosto 1989     | Skra Bełchatów |
| 11 | Fabian Drzyzga    | P     | 3 gennaio 1990    | Asseco Resovia |
| 12 | Grzegorz Łomacz   | P     | 1º ottobre 1987   | Cuprum Lubin   |
| 13 | Michał Kubiak     | S     | 23 febbraio 1988  | Halkbank       |
| 15 | Piotr Gacek       | L     | 16 settembre 1978 | Trefl Gdańsk   |
| 17 | Paweł Zatorski    | L     | 21 giugno 1990    | ZAKSA          |
| 18 | Marcin Możdżonek  | C     | 9 febbraio 1985   | Cuprum Lubin   |
| 20 | Mateusz Mika      | S     | 21 gennaio 1991   | Trefl Gdańsk   |
| 21 | Rafał Buszek      | S     | 28 aprile 1987    | ZAKSA          |
| 23 | Mateusz Bieniek   | C     | 5 aprile 1994     | ZAKSA          |
| 25 | Artur Szalpuk     | S     | 20 marzo 1995     | Skra Bełchatów |

## Venezuela
| N° | Nome              | Ruolo | Data di nascita   | Squadra              |
| -- | ----------------- | ----- | ----------------- | -------------------- |
| -  | Vincenzo Nacci    | All   | 15 aprile 1965    | -                    |
| 1  | Alberto Briceño   | L     | 13 febbraio 1989  | Aragua VC            |
| 2  | Jhonlen Barreto   | S     | 14 maggio 1987    | -                    |
| 3  | Fernando González | S     | 30 giugno 1989    | Chubut               |
| 4  | Héctor Mata       | L     | 27 gennaio 1993   | Anzoátegui           |
| 5  | Emerson Rodríguez | S     | 2 febbraio 1993   | -                    |
| 6  | Carlos Paez       | P     | 9 novembre 1991   | Carabobo             |
| 7  | Edson Valencia    | C     | 2 dicembre 1987   | Huracanes de Bolívar |
| 8  | Héctor Salerno    | S     | 18 giugno 1991    | Aragua VC            |
| 9  | José Carrasco     | P     | 20 maggio 1989    | Yaracuy              |
| 10 | Kervin Piñerúa    | S/O   | 22 febbraio 1991  | Vikingos de Miranda  |
| 13 | Jesús Chourio     | S/O   | 2 gennaio 1991    | Vammalan             |
| 16 | Andy Rojas        | S     | 2 ottobre 1977    | -                    |
| 18 | Jonathan Quijada  | C     | 25 settembre 1995 | Aragua VC            |
| 19 | Willner Rivas     | S     | 2 aprile 1995     | Distrito Capital     |